# Sarcelle de Campbell
Anas nesiotis
Espèce
Statut de conservation UICN

 VU D2 : Vulnérable
Statut CITES
La sarcelle de Campbell (Anas nesiotis) est une espèce de canard de surface de la famille des Anatidae.

## Distribution
Cet oiseau est endémique des îles Campbell au sud de la Nouvelle-Zélande. Elle se rencontre sur l'île Dent et sur l'île Campbell où elle a été réintroduite.

## Publication originale
- Fleming J.H., 1935 : A new genus and species of flightless duck from Campbell Island. Occasional. Papers of the Royal Ontario Museum of Zoology, vol. 1, p. 1-3.

### Liens externes

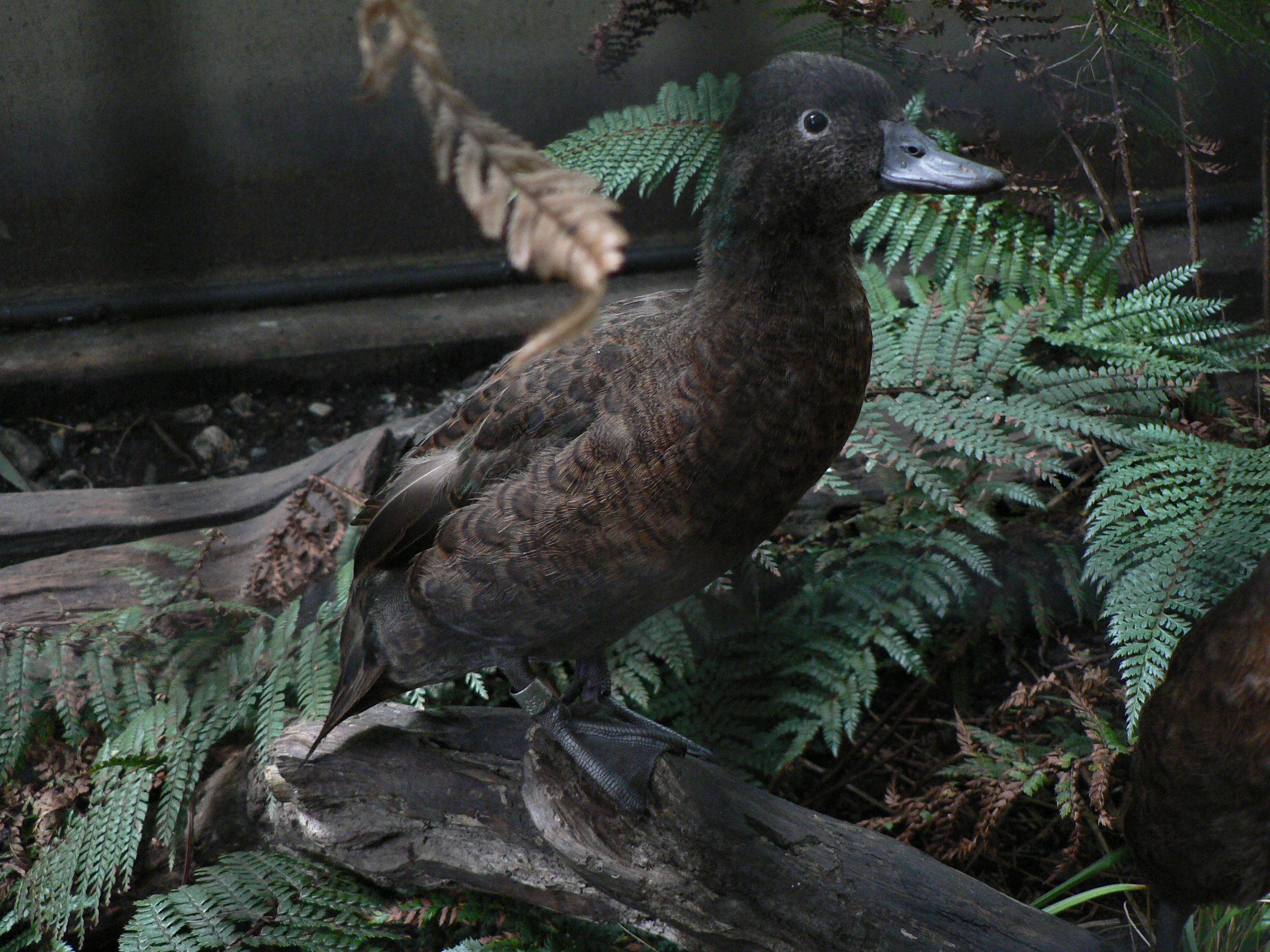